# Vasia
Vasia é uma comuna italiana da região da Ligúria, província de Impéria, com cerca de 440 habitantes. Estende-se por uma área de dez quilômetros quadrados, tendo uma densidade populacional de 44 hab/km². Faz fronteira com Borgomaro, Dolcedo, Imperia, Lucinasco, Pontedassio, Prelà.

## Demografia
| Variação demográfica do município entre 1861 e 2011                               |
|                                                                                   |
| Fonte: Istituto Nazionale di Statistica (ISTAT) - Elaboração gráfica da Wikipedia |